# Danne Nordling
Danne Nordling, född 1944, är en svensk ekonom med samhällsfilosofisk inriktning. Han har en pol. mag. från Stockholms Universitet och har sedan bedrivit doktorandstudier. Därefter har han arbetat inom olika näringslivsorganisationer - Sveriges Industriförbund 1969-1971, Svenska Arbetsgivareföreningen 1971-1981 och Näringslivets Ekonomifakta 1981-1986 - och som utredningschef på Skattebetalarnas förening där han arbetade 1989-2005. Sedan 2005 är han fri skribent och redaktör för webbplatsen Skattepolitiska informationsbyrån. 
Nordling är en borgerlig idédebattör med skarp kritik mot löntagarfonder, höga skatter, den offentliga sektorn och statsindividualism.